# Фан Лицзюнь
Фан Лицзюнь (кит. упр. 方力钧, пиньинь: Fāng Lìjūn; 1963 — наст. время) — современный китайский художник, работающий в жанре циничный реализм.

## Жизненный путь
Родился в 1963 году в городе Ханьдань, провинция Хэбэй. В 1989 году окончил факультет гравюры Центральной академии изящных искусств. Жил в Пекине, работая художником. 14 августа 2013 года Фан Лицзюнь был приглашён на должность директора исследовательского центра современного искусства Китайской национальной академии живописи.
Фан Лицзюнь, являясь одним из главных представителей китайского модерна 89, вместе с другими художниками этого направления создал уникальный стиль дискурса — циничный реализм. Созданная Фан Лицзюнем серия работ 1988 года «Лысые головы» (光头泼皮), стала классическим символом, знаменующим распространение в китайском обществе в конце 80-х — первой половине 90-х годов абсурдных взглядов и юмористических настроений. В широком смысле слова, они обозначили гуманизм и умонастроения людей того времени. Возможно, современная интеллигенция, как на востоке, так и на западе, становится более протестной, потому как сталкиваясь с реалиями современного мира, всё больше ощущается безвыходность положения.

## Жизнь как искусство
В 1980 году, когда Фан поступил в среднюю художественную школу изучать искусство, Китай начал открываться внешнему миру. В общественных и художественных кругах стала появляться интерпретация и критика Культурной революции и искусства. Это заставило Фан обратиться к вещам его детства, отличным от искусства Культурной революции. Ему нравились работы «образованной молодёжи» (知识青年), которые передавали собственный взгляд на искусство. Фан Лицзюнь увидел, что искусство может быть не таким, как учили сверху. В то же время, представители образованной молодёжи выполняли работы в стиле реализма, который произвёл глубокое впечатление на Фан Лицзюня. В период обучения в средней художественной школе, он пристрастился к технике реализма в живописи.
Когда в 1985 году Фан поступил в Центральную академию изящных искусств, начался всплеск культурной критики и проникновение западных идей. В изобразительных кругах началось бурное заимствование западного современного искусства, ознаменовавшее движение «Новая волна 1985 года» (85美术新潮运动). Как и многие другие художники Новой волны 85, Фан прочитал множество философских книг, которые не оказали на него большого влияния, однако привнесли и утвердили в китайском обществе ценность личного существования.
Создав первую партию масляной живописи, Фан сказал: «Мы предпочтём быть разочарованными, бессмысленными, раскритикованными, неопределёнными, но никогда больше не будем подвергаться обману. Не нужно заново использовать старые методы, чтобы обучать нас. Любые догмы будут встречены сотней вопросительных знаков, а затем отвергнуты и выкинуты в мусорное ведро». Относительно данного вопроса Фан отличается от двух предыдущих поколений художников. Они не верили, что благодаря противостоянию можно построить новую систему ценностей. Однако Фан смог с помощью циничного юмора продемонстрировать абсурдность бытия, а также использовать самоиронию в качестве одного из средств самовыражения.
Циничный юмор являлся одной из форм духовного самоуничтожения не только в период конца 1980-х годов, но также характерен для китайской интеллигенции в период политического давления. Например, высшие чиновники в период Вэй-Цзинь (220—420 гг. н. э. 魏晋) использовали самоиронию в качестве принимаемых мер против политического давления.

## Оценка личности
Фан Лицзюнь обладает типичным жизненным опытом для деятеля искусств того времени. Он родился в 1963 году. Его детские годы пришлись на кульминацию Культурной революции, которая отразилась в его памяти. Участие в детских потасовках являлось главной забавой детства. С одной стороны, детские игры того времени были заменены политической деятельностью. С другой стороны, социальное происхождение и классовая борьба являлись основной формой идеологии, а также борьба между фракциями культурной революции оказывала влияние на детей. В детстве Фан Лицзюнь был довольно слабым, так как из-за семейного положения часто подвергался оскорблениям. Согласно государственной идеологии, богатые семьи до 1949 года имели плохую репутацию, а дедушка Фан Лицзюня являлся состоятельным человеком, поэтому был классовым врагом Великой революции и объектом борьбы.

## Выставки
1984 г. «Шестая национальная выставка искусств» 第六届全国美展, Гуанчжоу
1989 г. «Выставка современного искусства Китая» 中国现代艺术展 Музей изобразительных искусств Китая, Пекин
1991 г. «Выставка работ Фан Люцзюня и Лю Вэй» 方力钧·刘炜作品展, Пекин
1992 г. «Выставка работ Фан Люцзюня и Лю Вэй» 方力钧·刘炜作品展, Пекинский музей искусств
1995 г. «Иллюзия счастья» 幸福幻想, Токийский фонд
1998 г. «Перспектива: китайский модерн» 透视:中国新艺术, Азиатский общественный музей, Нью-Йорк, США
2002 г. «Изображение и есть сила» 图像就是力量, Художественная галерея Хэ Сяннин, Шэньчжэнь
2009 г. «Sea sky» Германия